# Un gentiluomo a Mosca (miniserie televisiva)
Un gentiluomo a Mosca (A Gentleman in Moscow) è una miniserie televisiva britannica del 2024. È l'adattamento dell'omonimo romanzo del 2016 scritto da Amor Towles.

## Trama
Dopo la rivoluzione russa, il conte Alexander Rostov viene messo agli arresti domiciliari a vita in un Grand Hotel di Mosca. Mentre il regime sovietico sprofonda nella tirannia stalinista, il conte scopre il valore dell'amore, del coraggio e della comunità.

## Episodi
| nº | Titolo originale         | Titolo italiano          | Pubblicazione UK | Pubblicazione Italia |
| -- | ------------------------ | ------------------------ | ---------------- | -------------------- |
| 1  | A Master of Circumstance | Governare le circostanze | 29 marzo 2024    | 17 maggio 2024       |
| 2  | An Invitation            | Un invito                | 5 aprile 2024    | 17 maggio 2024       |
| 3  | The Last Rostov          | L'ultimo dei Rostov      | 12 aprile 2024   | 17 maggio 2024       |
| 4  | Good Times               | Bei tempi                | 19 aprile 2024   | 17 maggio 2024       |
| 5  | An Arrival               | Un arrivo                | 26 aprile 2024   | 17 maggio 2024       |
| 6  | The Fall                 | La caduta                | 3 maggio 2024    | 17 maggio 2024       |
| 7  | An Assembly              | Un'assemblea             | 10 maggio 2024   | 17 maggio 2024       |
| 8  | Adieu                    | Addio                    | 17 maggio 2024   | 17 maggio 2024       |

## Sinossi

### Governare le circostanze
- Titolo originale: A Master of Circumstance
- Diretto da: Sam Miller
- Scritto da: Ben Vanstone

### Un invito
- Titolo originale: An Invitation
- Diretto da: Sam Miller
- Scritto da: Ben Vanstone

### L'ultimo dei Rostov
- Titolo originale: The Last Rostov
- Diretto da: Sarah O'Gorman
- Scritto da: Ben Vanstone (basato sullo scritto di Stewart Harcourt)

### Bei tempi
- Titolo originale: Good Times
- Diretto da: Sarah O'Gorman
- Scritto da: Ben Vanstone (basato sullo scritto di Susie Conklin)

### Un arrivo
- Titolo originale: An Arrival
- Diretto da: Sarah O'Gorman
- Scritto da: Ben Vanstone

### La caduta
- Titolo originale: The Fall
- Diretto da: Sam Miller
- Scritto da: Nessa Muthy

Nel 1947, Rostov fatica a non essere eccessivamente protettivo nei confronti dell'adolescente Sofia. 
Mentre corrono su per le scale la ringhiera si rompe, facendo cadere ragazza che si frattura il cranio. Rostov, in preda al panico, la porta d'urgenza in ospedale. Leplevskij, che ora è direttore dell'hotel, allerta le autorità. Anna convince lo staff a dire al capitano Abashev di non aver visto Rostov lasciare l'hotel. Anna afferma che Rostov è rimasto nella sua stanza tutta la notte, anche se non riesce a spiegare dove si trovi attualmente. Glebnikov individua Rostov all'ospedale, dove Sofia viene sottoposta a un intervento chirurgico. Gli uomini di Abashev arrivano subito dopo, quindi Glebnikov fa scappare Rostov su un camion del pane. Il personale aiuta a riportare Rostov in albergo. Quando Rostov riappare nell'atrio davanti ad Abashev, viene scagionato dalle accuse di Leplevskij. Anna decide di vivere in una suite d'albergo per essere più vicina a Rostov e Sofia. La figura materna di Anna, Olga, sposa il concierge dell'hotel Vasily. Dopo essersi ripresa completamente, Sofia suona il piano alla festa di compleanno di Rostov.

### Un'assemblea
- Titolo originale: An Assembly
- Diretto da: Sam Miller
- Scritto da: Ben Vanstone

Nel 1953 Sofia vince un concorso pianistico e andrà in tournée in Europa, inclusa Parigi. Si irrita per la censura sovietica, che le impone la musica che può suonare. Stalin muore e una cena di Stato in hotel determinerà il suo successore. Rostov riceve l'incarico da un americano, Richard Vanderbilt, di spiare l'incontro. Rostov accetta in cambio del permesso a Sofia di disertare negli Stati Uniti. Anna appoggia la sua decisione e lo aiuta a installare una microspia. Lui registra l'incontro mentre lavora come cameriere. Tuttavia, Sofia dovrà consegnare i nastri all'ambasciata a Parigi. Krusciov viene scelto per sostituire Stalin, il che significa che il vecchio ordine, incluso Glebnikov, verrà "eliminato". Mindich viene rilasciato da un campo di lavoro, profondamente traumatizzato e disilluso. Soggiorna brevemente in hotel, lasciando una foto del 1913 di sé e Rostov. Sul retro della foto c'è una poesia politica scritta da Mindich, ma pubblicata a nome di Rostov per proteggerlo.  Grazie a questo inganno Rostov fu salvato dall'esecuzione dopo la rivoluzione.

### Addio
- Titolo originale: Adieu
- Diretto da: Sam Miller
- Scritto da: Ben Vanstone

Rostov, Anna e Sofia organizzano un piano per la fuga di Sofia mentre è in tournée a Parigi. Rostov e Anna promettono di raggiungerla viaggiando in Finlandia con passaporti rubati e poi andando negli Stati Uniti. Rostov saluta Sofia in lacrime. Glebnikov avverte Rostov che, una volta che avrà disertato, le autorità daranno la caccia a Rostov e Anna. Leplevsky scopre i passaporti rubati nella stanza di Rostov. Il conte incatena quindi con la forza Leplevsky nella sala caldaie dell'hotel. A Parigi, Sofia si traveste e riesce a malapena a sfuggire ai suoi accompagnatori. Anna ha intenzione di incontrare Rostov alla stazione ferroviaria. Glebnikov le consiglia di prendere il treno per Helsinki da sola per la sua sicurezza, ma lei esita. Rostov scopre che Sofia è arrivata all'ambasciata americana quando tutti i telefoni nella hall iniziano a squillare contemporaneamente. Poi esce nella notte nevosa. In voce fuori campo, Sofia dice di non aver più visto né sentito Rostov o Anna, ma le piace credere che siano insieme e liberi.  Rostov e Anna vengono mostrati mentre vivono in una piccola e pittoresca fattoria russa circondata da meli neri, il che suggerisce che siano tornati nella casa della loro infanzia.

## Accoglienza
L'aggregatore di recensioni Rotten Tomatoes riporta una percentuale di approvazione da parte della critica specializzata del 91%, basata su 35 recensioni critiche, con una valutazione media di 6,9/10. Il consenso generale recita: «Illuminato dalla disinvolta interpretazione di Ewan McGregor, Un gentiluomo a Mosca è un ritratto gratificante e stravagante di una vita che sboccia in circostanze restrittive»; invece il pubblico ha valutato positivamente la miniserie con l'80%. Su Metacritic il punteggio medio è di 74 su 100, sulla base di 21 critiche, indicando «recensioni generalmente favorevoli».
Jack Seale di The Guardian ha assegnato al primo episodio quattro stelle su cinque, elogiando la performance di McGregor, mentre Alison Herman di Variety ha elogiato McGregor ma ha ritenuto che la serie fosse "imbottita" e ha messo in dubbio l'uso della sua ambientazione storica.